# Thomas DeSimone
Thomas Anthony DeSimone (New York, 24 maggio 1950 – scomparso a New York nel dicembre 1978) è stato un mafioso statunitense di origini italiane, associato alla Famiglia Lucchese di New York.
La carriera di DeSimone nella famiglia Lucchese è esplorata nel libro Il delitto paga bene di Nicholas Pileggi, e ha ispirato il personaggio di Tommy DeVito, interpretato da Joe Pesci, uno dei protagonisti del film Quei bravi ragazzi del 1990.

## Biografia
Il padre di Thomas DeSimone possedeva una tipografia. Suo nonno paterno, Rosario DeSimone, e suo zio, Frank DeSimone, erano capi della famiglia criminale di Los Angeles. Rosario divenne il capo della famiglia di Los Angeles dopo che Vito Di Giorgio fu ucciso a Chicago nel 1922. Frank era un avvocato penalista diventato mafioso, che sostituì il defunto Jack Dragna nel 1956 e divenne il secondo membro della famiglia DeSimone ad assumere il controllo della famiglia di Los Angeles.
DeSimone aveva due sorelle, Dolores e Phyllis, e due fratelli, Robert e Anthony. Entrambi i suoi fratelli erano soci della famiglia criminale Gambino; Anthony è stato assassinato dal mafioso Thomas Agro nel 1979 e Phyllis, dal suo sedicesimo compleanno, è stata l'amante di James "Jimmy" Burke. DeSimone era anche il cognato del mafioso Joseph "The Barber" Spione (che è stato ucciso per essersi rifiutato di aiutare ad assassinare DeSimone alla fine degli anni '70),  e l'ex genero di Salvatore DeVita, associato della famiglia Gambino. 
Nel 1965, all'età di 15 anni, DeSimone fu presentato a Paul Vario, caporegime della famiglia Lucchese. Henry Hill, un collaboratore di Vario che all'epoca aveva poco più di 20 anni, raccontò in seguito il suo primo incontro con DeSimone, descrivendolo come "un ragazzo magro che indossava un abito da bravo ragazzo e baffi a matita".  DeSimone ha lavorato per conto di Vario, Burke e Hill, tra gli altri, venendo coinvolto in dirottamenti di camion, spaccio e attività di proprietà rubate, estorsioni, frodi e omicidi. Durante il dirottamento, DeSimone portava sempre la sua pistola in un sacchetto di carta marrone. Secondo Hill, "Camminando per la strada, sembrava che ti stesse portando un panino invece di una calibro38 ".

### Rapina all'Air France
Durante gli Anni Sessanta, la Air France era il vettore di valuta americana. La compagnia aerea aveva stipulato un contratto per restituire il denaro negli Stati Uniti per il deposito presso le banche americane; il denaro veniva solitamente trasportato in sacchi di lino, ciascuno contenente 60.000 dollari USA, e l'Air France spediva fino a 1 milione di dollari a settimana. Il denaro veniva depositato in una camera blindata in blocchi di cemento presso il terminal merci dell'Air France all'aeroporto internazionale John F. Kennedy, con una guardia di sicurezza privata tutto il giorno. Nel 1967, Robert McMahon, un dipendente di Air France, informò Burke, Hill e DeSimone di una consegna in arrivo venerdì 7 aprile, compresa tra  400.000 e  700.000 dollari in contanti. McMahon disse che il momento migliore per la rapina sarebbe stato poco prima di mezzanotte quando la guardia di sicurezza sarebbe andata in pausa per la cena.
Il giorno della rapina, Hill e DeSimone si recarono all'aeroporto Kennedy con una valigia vuota, la più grande che Hill avesse trovato. Alle 23:40 entrarono nel terminal merci dell'Air France. McMahon suggerì che sarebbero potuti entrare, perché le persone spesso venivano al terminal per ritirare i bagagli smarriti. DeSimone e Hill entrarono indisturbati nell'area non protetta e aprirono la porta con una chiave duplicata. Usando una piccola torcia, trovarono sette delle borse, che caricarono nella valigia prima di andarsene; in tutto rubarono 420.000 dollari. Nessun allarme venne lanciato, nessun colpo sparato e nessuno rimase ferito. Il furto non fu scoperto fino al lunedì successivo, quando un camion della Wells Fargo arrivò a ritirare il denaro da consegnare alla filiale del CNEP, la French American Banking Corporation.

### Assassinio di William Bentvena
Nel libro di memorie Il delitto paga bene, Hill descrive la festa di "bentornato a casa" per William Bentvena (appena rilasciato di prigione) che si svolse nel 1970 al locale Robert's Lounge, una discoteca di proprietà di Burke; Bentvena chiese scherzosamente a DeSimone se "lustrasse ancora scarpe" e Tommy lo prese come un insulto, al che confidò a Hill e a Burke la sua intenzione di uccidere Bentvena. Due settimane dopo, l'11 giugno 1970, Bentvena si trovava al The Suite, nightclub di Hill nei Queens: il locale era quasi vuoto, al che DeSimone si presentò e colpì Bentvena con la sua pistola rinfacciandogli la presa in giro sulle scarpe, procedendo poi a picchiarlo a sangue. Una volta dato per morto, Tommy, Burke e Hill misero il corpo dell'uomo nel bagagliaio di Hill e guidarono fino alla casa della madre di DeSimone per procurarsi un coltello, della calce e una pala. Poco dopo, sentendo dei suoni provenire dal bagagliaio, i tre criminali si resero conto che Bentvena era ancora vivo, quindi accostarono e DeSimone e Burke lo colpirono a morte con la pala e un ferro da stiro. Seppellirono il cadavere in un canile a Upstate, di proprietà di un amico di Burke.
Circa tre mesi dopo l'omicidio di Bentvena, l'amico di Burke vendette il canile per farci costruire sopra degli alloggi; pertanto, Burke ordinò a Hill e DeSimone di riesumare il corpo di Bentvena per smaltirlo altrove. Nel romanzo Il delitto paga bene, Hill dice che il cadavere è stato schiacciato in un compattatore in una discarica del New Jersey, di proprietà di Clyde Brooks. Tuttavia, nel commento audio del film Quei bravi ragazzi, afferma che il corpo è stato prima sepolto nel seminterrato di Robert's Lounge e solo successivamente messo nel compattatore.

### Gli omicidi di Gianco, Cersani e Jerothe
Il terzo omicidio di DeSimone, descritto da Hill, ha riguardato un giovane di nome Michael "Spider" Gianco, che stava prestando servizio come barista durante un gioco di carte tra malavitosi. Gianco e DeSimone litigarono in quanto Gianco aveva dimenticato il drink di DeSimone e ciò portò quest'ultimo a estrarre la pistola e a sparargli a una gamba. Una settimana dopo, Gianco tornò a lavorare nel locale con un gesso alla gamba e DeSimone iniziò a deriderlo per tale motivo, finché Gianco gli disse di "andare a farsi fottere". Burke, impressionato, diede dei soldi a Gianco per aver difeso sé stesso, poi prese in giro DeSimone chiedendogli scherzosamente se non si fosse "rammollito" per non aver fatto nulla in risposta all'insulto. DeSimone, spazientito, sparò tre volte a Gianco, uccidendolo, chiedendo a Burke se tale risposta andasse bene. Burke, furioso per il comportamento avventato di DeSimone, gli fece seppellire da solo il corpo di Gianco in cantina. Hill dichiarò che, dopo aver assistito a tale episodio, si convinse completamente che DeSimone fosse uno psicopatico totale. Si ritiene che il corpo di Gianco sia stato spostato in un secondo momento, in quanto non è stato trovato nella cantina del locale. Nel The Howard Stern Show, Hill ha affermato che Gianco è stato seppellito accanto al Robert's Lounge, insieme ad altri cadaveri.
Il quarto omicidio di DeSimone, secondo Hill, avvenne quando lui e un altro socio di nome Stanley Diamond si lasciarono trasportare durante un incarico di intimidazione: dopo una rapina commessa da Burke, Jerothe, un caposquadra, si era rifiutato di consentire a Burke di scaricare il carico rubato nel suo magazzino, protestando in quanto non avevano carte sindacali. Quando l'uomo si rifiutò di cedere alle richieste e alle minacce di Burke, quest'ultimo mandò DeSimone e Diamond a casa di Jerothe in una zona rurale del New Jersey, istruendoli di "fare del male" all'uomo per assicurarsi la sua collaborazione in futuro. A quanto pare, DeSimone e Diamond giunsero a casa della vittima arrabbiati e agitati per il lungo viaggio che avevano dovuto fare, pertanto arrivarono a picchiare a morte Jerothe.
Il quinto omicidio di DeSimone avvenne quando Burke ordinò l'assassinio del suo migliore amico, Dominick "Remo" Cersani: Burke si era insospettito di Cersani e aveva scoperto dai contatti dell'ufficio di un procuratore distrettuale dei Queens che Dominick era un informatore della polizia di New York e che il dipartimento avrebbe arrestato Burke con l'accusa di dirottamento di un camion. DeSimone e Burke incontrarono Cersani al Robert's Lounge chiedendogli di "fare un giro", dopodiché DeSimone strangolò Cersani sulla vettura utilizzando un filo armonico. Il corpo è stato seppellito vicino al campo da bocce dietro il Robert's Lounge.
Il 18 dicembre 1974, DeSimone uccise Ronald Jerothe, un protetto dell'allora socio di Gambino John Gotti: DeSimone era uscito con la sorella di Jerothe e l'aveva picchiata, spingendo Jerothe a minacciare di ucciderlo. Quando DeSimone ha sentito la minaccia, è andato all'appartamento di Jerothe e lo ha ucciso.

### La rapina a Lufthansa e l'omicidio di Edwards
L'11 dicembre 1978, circa 5,875 milioni di dollari (l'equivalente odierno di 24,4 milioni di dollari) consistenti in 5 milioni in contanti e 875.000 dollari in gioielli vennero rubati dal terminal merci Lufthansa dell'aeroporto Kennedy; all'epoca era la più grande rapina in contanti commessa sul suolo statunitense. Burke scelse DeSimone, McMahon, Angelo Sepe, Louis Cafora, Joe Manri e Paolo LiCastri come rapinatori; Frank, il figlio di Burke, avrebbe guidato uno dei veicoli di riserva, mentre Parnell "Stacks" Edwards, musicista e criminale in carriera, è stato incaricato di sbarazzarsi dei furgone in un secondo momento.
Subito dopo la rapina, Edwards avrebbe dovuto guidare il veicolo nel New Jersey, per distruggerlo in una discarica appartenente a Gotti insieme a qualsiasi potenziale prova; tuttavia, Edwards parcheggiò il furgone davanti a un idrante antincendio nei pressi dell'appartamento della sua fidanzata, dove la polizia lo scoprì due giorni dopo la rapina. Per questa svista, Vario successivamente ordinò a DeSimone di uccidere Edwards; Tommy scoprì dove si trovava Edwards, gli fece visita con Sepe e lo uccise sparandogli cinque volte alla testa.

## Scomparsa
Il 14 gennaio 1979, la moglie di DeSimone, Angela, ne denunciò la scomparsa; disse di aver visto il marito per l'ultima volta poche settimane prima, quando le aveva preso in prestito 60 dollari. Si ritiene che DeSimone sia stato assassinato dagli uomini di John Gotti, come vendetta per gli omicidi non autorizzati di Bentvena e Jerothe.
Quando Hill divenne un informatore dell'FBI nel 1980, disse alle autorità che DeSimone era stato assassinato dalla famiglia Gambino. Nonostante la data di morte di DeSimone sia generalmente indicata il 14 gennaio 1979, non è certo quando sia stato davvero ucciso. Hill ritiene che sia successo "la settimana dopo Natale: allora lui e Burke erano andati in Florida per sistemare un affare di droga andato male, mentre DeSimone era rimasto a New York, in quanto, tra il dicembre 1978 e il gennaio 1979, era stato informato che sarebbe diventato uomo d'onore. Pare che Peter Vario (figlio di Paul Vario) e Bruno Facciolo lo portarono in un luogo sconosciuto, dove lo uccisero. Hill, affermò, sia nel suo libro di memorie che nel commento DVD di Quei bravi ragazzi di Martin Scorsese, che DeSimone era già stato ucciso quando Martin Krugman scomparve, il 6 gennaio 1979. Nel 1994, Hill, nel suo romanzo Gangsters and Goodfellas ha raccontato una versione ampliata degli eventi che avrebbero portato alla morte di DeSimone; tra essi ci sarebbe stato il tentativo di Tommy di violentare Karen, la moglie di Hill.
Esistono due teorie sul presunto omicidio e sugli assassini di DeSimone da parte dei sicari mafiosi. Secondo l'informatore della mafia Joseph "Joe Dogs" Iannuzzi, Thomas Agro, nel 1985, affermò di aver ucciso DeSimone, così come suo fratello Anthony (quest'ultimo per essere diventato un informatore). Secondo Ianuzzi, spesso Agro suggeriva ridendo di uccidere anche Robert, l'ultimo superstite dei fratelli DeSimone. Nel libro Gangsters and Goodfellas, Hill afferma che lo stesso Gotti era l'omicida, delitto che avrebbe commesso in presenza di Agro. Il 17 maggio 2007, in un episodio di The Howard Stern Show, Hill ha ribadito che Gotti fosse l'assassino di DeSimone, aggiungendo che l'uccisione è stata molto lenta, in quanto Bentvena era un amico intimo di Gotti, il quale, pertanto, ha voluto che DeSimone soffrisse prima di morire. Il libro del 2015 The Lufthansa Heist scritto da Hill e dal giornalista Daniel Simone, ribadisce il ruolo di Gotti nell'uccisione di DeSimone; in questo resoconto, viene affermato però che DeSimone è stato ucciso rapidamente con tre colpi di pistola alla testa. Secondo Sal Polisi, DeSimone fu ucciso da Agro in presenza di Gotti e Agro lo torturò a lungo prima di ucciderlo.
È stato teorizzato che DeSimone sia stato sepolto nel "Buco", un presunto "cimitero mafioso" al confine tra Brooklyn e Queens vicino all'aeroporto Kennedy, dove, nel 1981, fu ritrovato il corpo di Al Indelicato e dove, nel 2004, la polizia recuperò i corpi di Philip Giaccone e Dominick Trinchera.

## Nella cultura di massa
- Nel film Quei bravi ragazzi del 1990 di Martin Scorsese l'attore italo-statunitense Joe Pesci interpreta il ruolo di DeSimone (rinominato "Tommy DeVito"). Per tale ruolo Joe Pesci vinse l'Oscar come migliore attore non protagonista.[15]